# Anthony Viervant

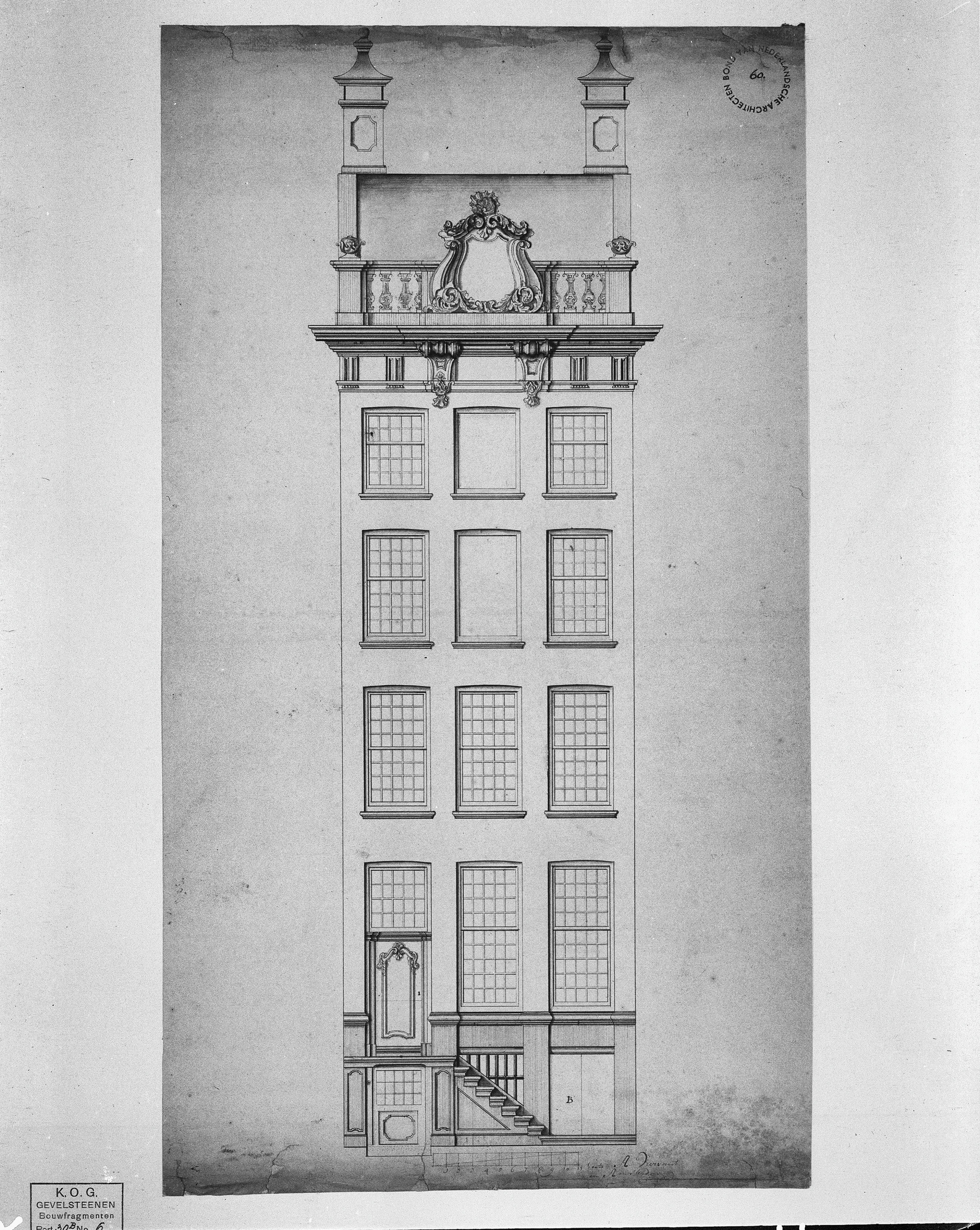
Ontwerp voor een grachtengevel in Amsterdam, mogelijk Geldersekade 119

Anthony Viervant (Arnhem, 21 januari 1720 - Arnhem?, mei 1775) was een Nederlandse architect, telg uit het Arnhemse geslacht Viervant. Hij was een zoon van de Arnhemse stadstimmerman Leendert Viervant de Oudere (1689-1762) en Hendrica Theunisse Rensing (?-1771). Hij was de jongere broer van Hendrik Viervant (1718-1775), evenals zijn vader stadstimmerman van Arnhem. Anthony Viervant trouwde in 1746 de molenaarsdochter Hendrina Roelofs, waardoor hij mede-eigenaar zou worden van de St.Agnietenmolen aan de St.Jansbeek. Hun zoon Roelof Roelofs Viervant (1755-1819), zou later ook architect worden.
Vermoedelijk is Anthony Viervant in Amsterdam opgeleid; uit 1745 zijn twee tekeningen voor grachtengevels bewaard gebleven, het ene mogelijk bestemd voor het huis Geldersekade 119. In 1746 werd hij meester in het timmer- en schrijnwerkersgilde te Arnhem, maar hij beperkte, anders dan zijn broer, zijn werkterrein niet alleen tot Arnhem en naaste omgeving. Daarbij trad hij ook als makelaar en handelaar in bouwmaterialen op, onder meer voor Kasteel Rosendael. In de uiterwaarden tegenover Arnhem bezat hij een steenfabriek.
Zijn eerste en belangrijkste landhuis werd Sonsbeek bij Arnhem (1742-1744) in opdracht van Adriana van Bayen (later door Anthony's zoon Roelof vergroot). Ook het in 1757 voor de burggraaf van Nijmegen, Frans Godard van Lynden, opgetrokken Huis te Hemmen is wel aan hem toegeschreven . Zijn belangrijkste publieke bouwwerk vormt het stadhuis aan de Markt in Zaltbommel (1760-1763). In 1766 verrees naar zijn ontwerp een nieuw tolhuis in Elst. Vanaf 1767 was hij betrokken bij plannen voor grondig herstel van de Grote Kerk in Harderwijk. Zijn laatste bekende werk was Huis Overbeek in Velp (1770, 1906 gesloopt) voor Jacob Willem van Eck, ambtsjonker van Brummen.
Op het laatst van zijn leven zou Anthony nog kortstondig zijn broer Hendrik na diens dood eind februari 1775 als stadstimmerman opvolgen; na zijn eigen dood een paar maanden later zou zijn weduwe Hendrina Roelofs zijn werkzaamheden nog enige tijd voortzetten, en uit dien hoofde nog in 1782 betrokken zijn bij een grondige opknapbeurt van het Nassause Weduwenhuis aan de Kerkstraat.

## Literatuur

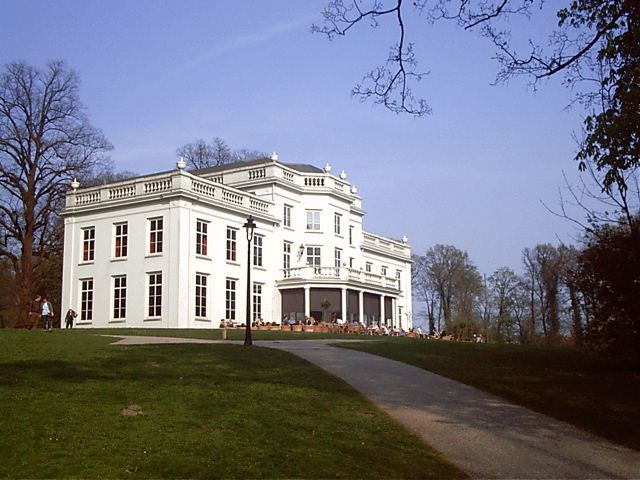
Huis Sonsbeek
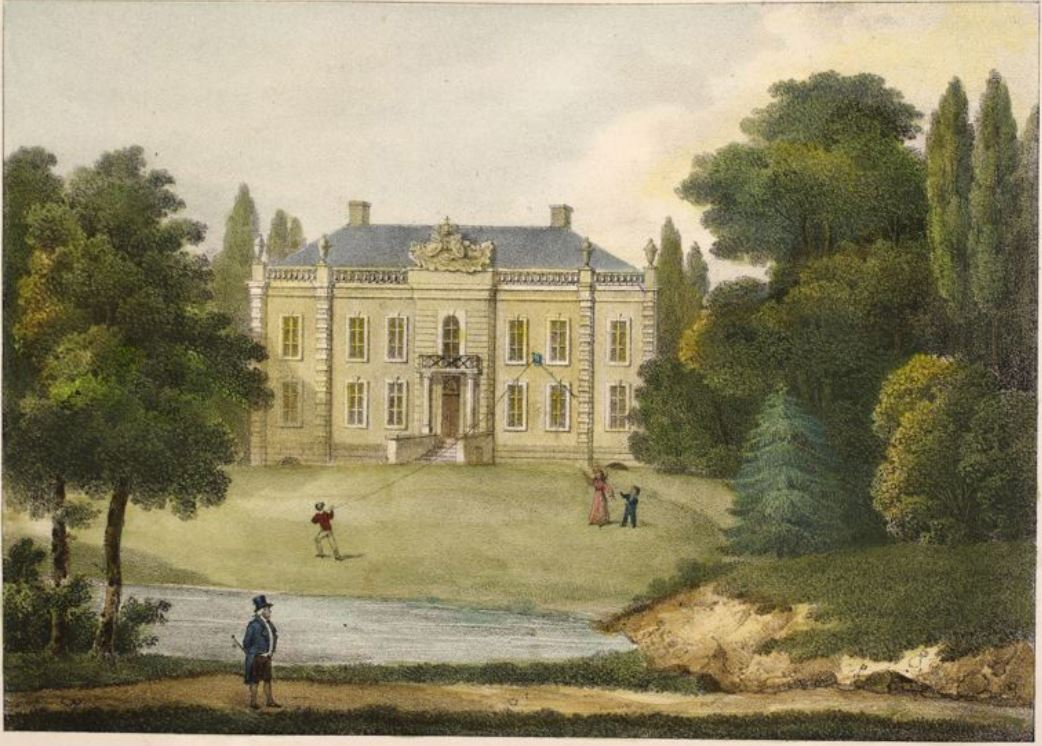
Huis te Hemmen
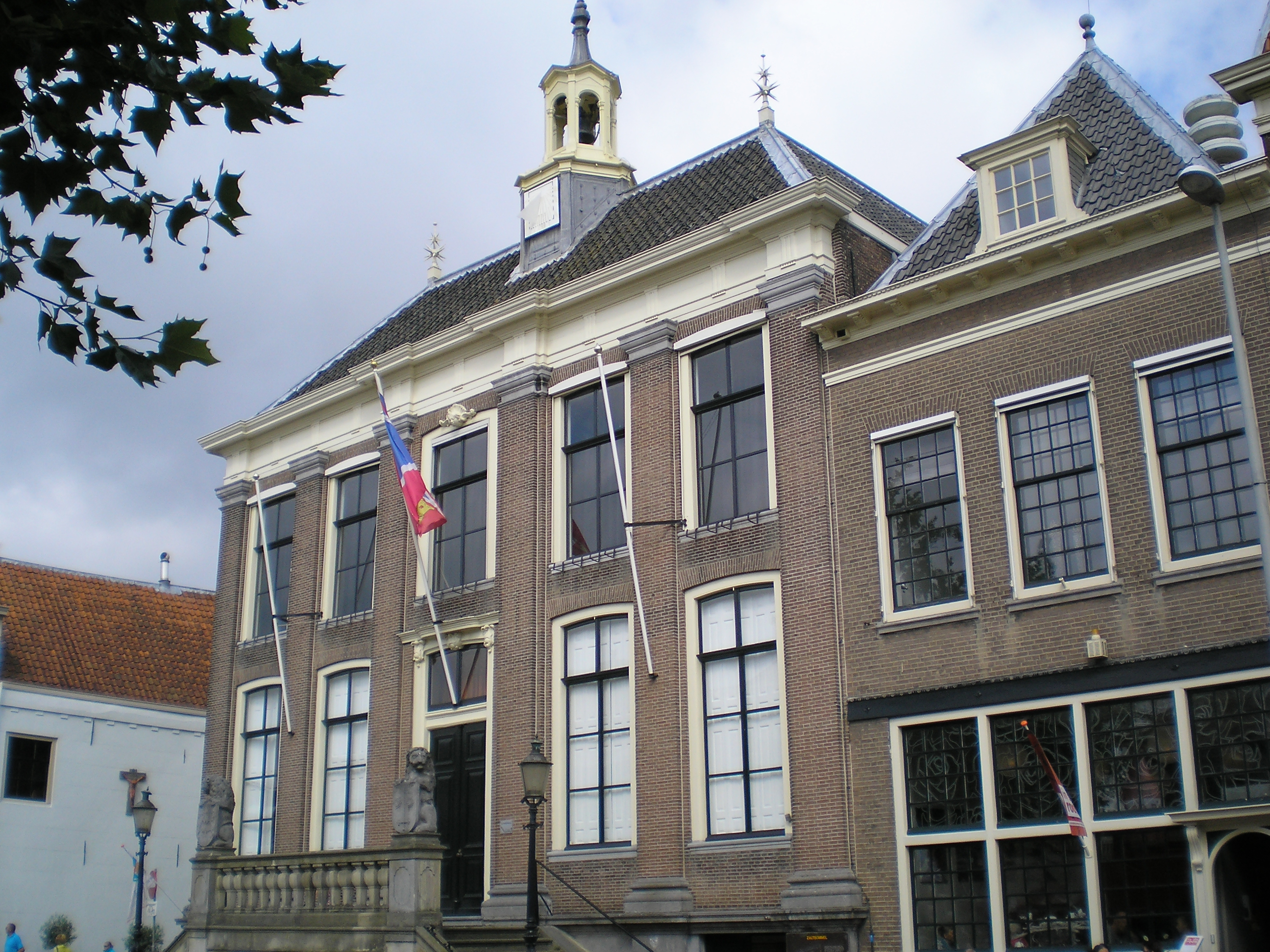
Stadhuis van Zaltbommel